# Дитрих фон Хулзен-Хејзелер
Дитрих Граф фон Хулзен-Хејзелер (13. фебруар 1852 — 14. новембар 1908) је био пешадијски генерал Немачке империје. Похађао је Ратни колеџ и 1882. године био је придружен немачком генералштабу. 1889. постао је ађутант кајзера Вилхелма II, кога је познавао од детињства. 
Године 1894. фон Хулзен-Хејзелер је именован за војног аташеа у немачкој амбасади у Бечу. 1897, сада пуковник, вратио се у Берлин као командант гардијског пука. Године 1899. унапређен је у генерал-мајора, постављен за начелника генералштаба Гардијског корпуса, а затим је добио команду над 2. гардијском пешадијском бригадом.
Од маја 1901. до своје смрти у новембру 1908, фон Хулзен-Хејзелер је служио као шеф немачког царског војног кабинета, током којег је доспео до генерала пешадије.

## Смрт
Дана 14. новембра 1908. Дитрих Граф фон Хулзен-Хејселер је умро од срчаног удара док је био у лову у част цара Вилхелма. Ловачка дружина је боравила у замку Донауешинген у истоименом граду у Бадену, у сеоском имању принца Макса фон Фурстенберга. Током формалне вечерње функције, фон Хулзен-Хејзелер се појавио обучен у розе туту сукњу коју носе балерине носећи венац од ружа, плешући за немачког цара и његове окупљене госте. Представа је укључивала пируете, скокове, капаре и кокетне пољупце публици. Исцрпљен од плесања, генерал се наклонио, а затим срушио и убрзо је проглашен мртвим након медицинске помоћи. Околности су заташкане од стране официрског кора како се не би додатно распламсао притисак јавности у вези са афером Харден-Ојленбург са хомосексуалном тематиком. Иронично, управо је фон Хулзен-Хејзелер организовао заташкавање тог скандала. Његова смрт изазвала је нервни слом Вилхелма II, који је већ био под великим притиском јавности због афере Дејли телеграф.